# Camigliano
Camigliano község (comune) Olaszország Campania régiójában, Caserta megyében.

## Fekvése
A megye központi részén fekszik, Nápolytól 40 km-re északra valamint Caserta városától 15 km-re északnyugati irányban. Határai: Bellona, Formicola, Giano Vetusto, Pastorano, Pontelatone és Vitulazio.

## Története
A település elődjét valószínűleg a szamniszok alapították, majd az i. e. 4. században a szamniszi háborúk után ez lett az első római colónia lett Campania területén. A mai település első említése a 12. századból származik. A következő századokban nemesi birtok volt. A 19. században nyerte el önállóságát, amikor a Nápolyi Királyságban felszámolták a feudalizmust.

## Népessége
A népesség számának alakulása:

## Főbb látnivalói
- San Simeone-templom
- Madonna della Ruota dei Monti-szentély
- Grotta di San Michele (barlangtemplom)